# Bosna, Silistra
Bosna (în bulgară Босна) este un sat în comuna Sitovo, regiunea Silistra, Dobrogea de Sud, Bulgaria. 
Între anii 1913-1940 a făcut parte din plasa Accadânlar a județului Durostor, România. Lângă localitate a mai existat o așezare (azi dispărută) numită General Dragalina în timpul administrației românești cu populație majoritar românească, formând o enclavă românească într-o zonă cu populație majoritară de etnie turcă.

## Demografie
Componența etnică a satului Bosna
     Turci (98,46%)
     Nicio identificare (0%)
     Altele (1,53%)
La recensământul din 2011, populația satului Bosna era de 392 locuitori. Din punct de vedere etnic, majoritatea locuitorilor (98,46%) erau turci. Pentru 0,0% din locuitori nu este cunoscută apartenența etnică.

### Recensământul românesc din 1930
Componența etnică a comunei Bosna (județul Durostor)
     Români (5,6%)
     Turci (92,84%)
     Altă etnie (1,56%)
Componența confesională a comunei Bosna
     Ortodocși (6,12%)
     Musulmani (92,84%)
     Altă religie (1,04%)
Conform recensământului efectuat în 1930, populația comunei Bosna se ridica la 964 locuitori. Majoritatea locuitorilor erau turci (92,84%), cu o minoritate de români (5,6%). Alte persoane s-au declarat: armeni (5 persoane), iar 10 persoane nu au declarat etnia. Din punct de vedere confesional, majoritatea locuitorilor erau musulmani (92,84%), dar existau și ortodocși (6,12%). 10 persoane nu au declarat religia.